# Parlement du Kurdistan
Chambre actuellement dissoute
Bâtiment du Parlement
Le Parlement du Kurdistan (en 
kurde : پەرلەمانی كوردستان romanisé : Perlemanê Kurdistanê ; en arabe : برلمان كردستان romanisé : Barlaman Kurdistan) est l'organe législatif monocaméral du Kurdistan irakien, région autonome de l'Irak.
Le parlement est composé de représentants des différents partis ou listes qui sont élus tous les quatre ans dans les provinces du Kurdistan irakien actuellement sous l'autorité du gouvernement régional du Kurdistan. Avant la loi électorale de mars 2009, l'institution s'appelait Assemblée nationale.

## Présentation

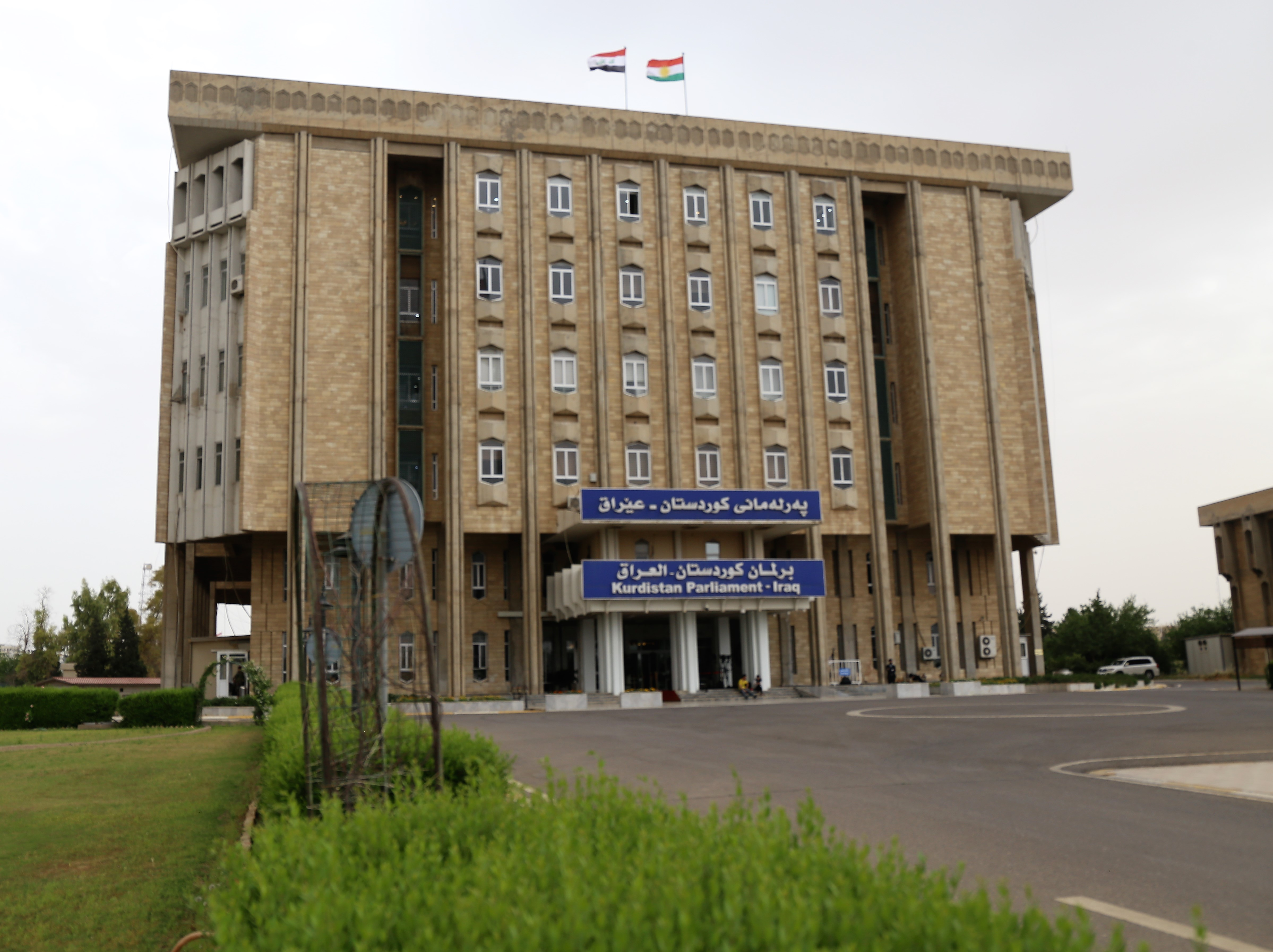
Façade du bâtiment du parlement kurde.